# Perly panny Serafínky
Perly panny Serafínky je opereta českého skladatele Rudolfa Piskáčka. Libreto napsali Jiří Balda a Emanuel Brožík. Premiéra se uskutečnila roku 1929 ve Vinohradském divadle.

## Charakteristika díla
Libreto Jiřího Baldy a Emanuela Brožíka vychází z německojazyčné frašky Der Pelzpalatin und der Kachelofen, oder: Der Jahrmarkt zu Rautenbrunn (prem. 1840, publikována 1853) od rakouského dramatika a herce (původem z Brna) Friedricha Hoppa (1789–1869), přesněji z jejího překladu od Jana Kašky pod názvem Kožíšek, perle a kamna aneb Jarmark v Pivoňkově, který se hrál v češtině ve Stavovském divadle již roku 1851.
Základem úspěchu této operety o „dvojí“ krádeži perel, o intrikách, námluvách poštmistra a Serafínky tkví v jednoduchých a lehce zapamatovatelných melodiích, z nichž některé doslova zlidověly. „Vždyť přece hubička“, „Ty české panenky“, „Kéž jedenkrát“. Piskáček zde též cituje všeobecně známé lidové písničky, jako jsou Jede, jede poštovský panáček nebo Utíkej, Káčo.

## Inscenační historie
Velmi slušnou inscenační historii má opereta v Olomouci. Poslední inscenace této operety zde se uskutečnila i roku 2016. Předtím se zde toto dílo hrálo celkem v šesti jiných nastudováních.
V Ostravě byla opereta uvedena poprvé již v roce 1930 a poté znovu v roce 1948.
Ve Slezském divadle Opava byla opereta uvedena v roce 2013.

## Televizní inscenace
Televizní inscenace oblíbené operety (1980). Zpívají a hrají: J. Soběhartová, L. Žídek-Z. Švehla, L. Krečmer, V. Kadlec, P. Břínková, J. Koutný a další. Pěvecký sbor a Symfonický orchestr Čs. rozhlasu diriguje M. Homolka. Kamera V. Tůma. Scénář a režie N. Snítil.